# 第11回札幌国際短編映画祭
第11回札幌国際短編映画祭（SAPPOROショートフェスト）（だい11かいさっぽろこくさいたんぺんえいがさい）は、2016年10月10日〜10月16日の7日間（14日はオールナイト上映）、札幌プラザ2・5（旧札幌東宝プラザ）をメイン会場に開催された国際短編映画祭である。

## 内容
世界101の国と地域から3,548作品の応募があり、コンペティションに85作品がノミネート、オフィシャルセレクションとして258作品を上映した。
特別プログラムは特別招待上映作品、カリフォルニア・ショート、ブランデット・フィルム2(無料)、北海道ミュージックビデオ(無料)、徳島国際短編映画祭特集、onedotzero ultra_vista、VRシアター、ドラムマンz(無料)の作品を上映した。
メインビジュアルは北海道知床羅臼町にて自然と産業のガイドをするかたわら町内外で活動するイラストレーター、ごとうまきこが担当。

## SAPPOROショートフェスト2016審査員
- ポール・ドリエセン(Paul Driesseni):アニメーション作家｜オランダ
- 浜田毅(Takeshi Hamada):映画監督｜日本
- シェーン・RJ･ウォルター(Shane RJ Walter):onedotzero（ワンドットゼロ）創設者 / クリエイティブ･ディレクター｜イギリス
- 松田美由紀(Miyuki Matsuda):女優・写真家｜日本
- ハン・イェリ(Han Ye-ri):女優｜韓国

## SAPPOROショートフェスト2016 AWARD
※作品名、上映時間、ジャンル、制作年、国名、監督の順で表記。国名は主な制作国で出身国とは異なります。

### グランプリ
- フィルムメーカー部門 グランプリ(Filmmaker section Grand Prix)
監督：ヤーニ・ウォーノック(Yianni Warnock)｜オーストラリア

- 作品部門 グランプリ(One title section Grand Prix)
作品：『ボイスレス』（英題：La Voce）22:00｜Fiction / ファンタジー｜2015｜カナダ制作
監督：デイビッド・ウロス(David Uloth)

### 審査員賞
- 最優秀監督賞(Best Director)
作品：『ボイスレス』（英題：La Voce）22:00｜Fiction / ファンタジー｜2015｜カナダ制作
監督：デイビッド・ウロス(David Uloth)

- 最優秀学生監督賞(Best Students Director)
作品：『ラブ』（英題：Love）24:05｜Fiction / ドラマ｜2015｜ブルガリア制作
監督：ボヤ・ハリザノバ(Boya Harizanova)

- 最優秀脚本賞(Best Screen play)
作品：『ホーム』（英題：Home）20:00｜Fiction / Human Rights｜2016｜コソボ制作
監督：ダニエル・マロイ(Daniel Mulloy)

- 最優秀編集賞(Best Editing)
作品：『13番ホーム』（英題：Platform 13）14:00｜Fiction / Choreography｜2015｜オランダ制作
監督：カミール・ズワット(Camiel Zwart)

- 最優秀チルドレン・ショート賞(Best Children Short)
作品：『つかまえろ』（英題：Catch It) 05:19｜Animation｜2015｜フランス制作
監督：ポール・バー 、マリオン・ダマレット、ナッジェ・フォナー、ピエール＝バプティスト・マーティー、ジュリアン・ロビン、ジョーダン・ソラー(Paul Bar, Marion Demaret, Nadège Forner, Pierre-Baptiste Marty, Julien Robyn, Jordan Soler)

- チルドレン・ショート銀賞(Children Short Silver)
作品：『UTOPA』（英題：UTOPA）23:27｜Animation / アドベンチャー｜2016｜日本制作
監督：田中孝弘(Takahiro Tanaka)

- チルドレン・ショート銅賞(Children Short Bronze)
作品：『ムーム』（英題：MOOM) 13:53｜Animation / Fiction / Fantasy / Romance｜2016｜日本・アメリカ制作
監督：ロバート・コンドウ(Robert Kondo) / 堤大介(Daisuke ‘Dice’ Tsutsumi)

- 最優秀撮影賞(Best Cinematography)
作品：『感覚』（英題：Senses）29:50｜Fiction｜2016｜スウェーデン制作
監督：ザニア・アダミ(Zanyar Adami)

- 最優秀ミニショート賞(Best Mini Short)
作品：『ルーベン・リーブス』（英題：Ruben Leaves）05:00｜Animation / ビデオアート｜2015｜スイス制作
監督：フレデリック・シーグル(Frederic Siegel)

- 最優秀作曲賞(Best Original Score)
作品：『どす恋ミュージカル』（英題：Sumo Road ~The Musical~）25:00｜Fiction / Comedy / Musical ｜2015｜日本制作
監督：落合 賢(Ken Ochiai)

- 最優秀ノンダイアログ賞(Best Non Dialogue)
作品：『ウィータ・ラカーマヤ』（英題：Vita Lakamaya）7:30｜Animation / Fantasy｜2015｜日本制作
監督：泉原昭人(Akihito Izuhara)

- 最優秀アニメーション賞(Best Animation)
作品：『ポンボ・ラブズ・ユー』（英題：Pombo Loves You）11:50｜Animation / ドラマ｜2016｜イギリス制作
監督：スティーブ・ウォーン(Steve Warne)

- 最優秀アジアンショート賞(Best Asian Short)
作品：『ブンガ・サヤン』（英題：Bunga Sayang）13:19｜Fiction / ドラマ｜2015｜シンガポール制作
監督：ロイストン・タン(Royston Tan)

- 最優秀国内作品賞(Best National Short)
作品：『どす恋ミュージカル』（英題：Sumo Road ~The Musical~）25:00｜Fiction / Comedy / Musical｜2015｜日本制作
監督：落合 賢(Ken Ochiai)

- 最優秀北海道作品賞(Best Hokkaido Short)
作品：『流星と少女』（英題：Shootingstar）17:00｜Fiction/ ドラマ｜2015｜日本制作
監督： 片岡 翔(Shoh Kataoka)

- 最優秀コンテンポラリー / エクスペリメンタルショート賞(Best Contemporary / Experimental Short)
作品：『リフレクション・オブ・パワー』（英題：The Reflection of Power）09:00｜Documentary / Mix-Medias｜2015｜フランス制作
監督：ミハイル・グリック(Mihai Grecu)

- 審査員特別賞 by 松田美由紀 (Special Jury Award by Miyuki Matsuda)
作品：『戦争のつくりかた』（英題：What Happens Before War?）07:37｜Animation / Human Rights｜2015｜日本制作
監督：NOddIN (NOddIN)

- 最優秀ドキュメンタリー賞(Best Documentary)
作品：『スナイパー・オブ・コバニ』（英題：The Sniper of Kobani）12:08｜Documentary｜2015｜オランダ制作
監督：レベー・ドスキー(Reber Dosky)

- 最優秀男優賞（Best Actor)
作品：『ボイスレス』（英題：La Voce）22:00｜Fiction / ファンタジー｜2015｜カナダ制作
監督：デイビッド・ウロス(David Uloth)

- 最優秀女優賞（Best Actress）
作品：『感覚』（英題：Senses）29:50｜Fiction｜2016｜スウェーデン制作
監督：ザニア・アダミ(Zanyar Adami)

- 最優秀子役賞（Best Children Actor）
作品：『DECEMBER 17』（英題：DECEMBER 17）14:50｜Fiction / Drama/ Tragedy / Sci-Fi ｜2016｜日本制作
監督：針生悠伺(Yuji Hariu)

- 最優秀子役賞（Best Children Actress）
作品：『合唱』（英題：Sing）24:55｜Fiction / ドラマ｜2015｜ハンガリー制作
監督：クリストフ・ディーク(Kristof Deak)

SAPPOROショートフェスト2016において下記の各賞は該当なし
- 最優秀美術賞(Best Production Design)

### 特別賞
- 札幌市平和賞(Sapporo Peace Award)
作品：『UTOPA』（英題：UTOPA）23:27｜Animation / アドベンチャー｜2016｜日本制作
監督：田中孝弘(Takahiro Tanaka)

- アミノアップ北海道監督賞(Amino Up Hokkaido Director Award)
作品：『釧路湿原』（英題：MARSHLAND）02:34｜Documentary / Environmental｜2015｜日本制作
監督：田中道人(Michito Tanaka)

- 観光庁長官賞(Japan Tourism Agency Award)
作品：『10ミニッツ』（英題：10 minutes.）29:50｜Fiction / Drama / Tragedy｜2016｜日本制作
監督：長澤雅彦(Masahiko Nagasawa)

- オーディエンスアワード 作品部門(Audience Award-One Title Section)
作品：『合唱』（英題：Sing）24:55｜Fiction / ドラマ｜2015｜ハンガリー制作
監督：クリストフ・ディーク(Kristof Deak)

- オーディエンスアワード フィルムメーカー部門(Audience Award-Filmmakers' Section)
監督：スティアン・ハフスタッド (Stian Hafstad )｜ノルウェー

- 市民審査員賞 作品部門(Public Jury Award-One Title Section)
作品：『彼女とTGV』（英題：La femme et le TGV）30:00｜Fiction｜2016｜スイス制作
監督：ティモ・ヴォン・グンテン(Timo von Gunten)

- 市民審査員賞 フィルムメーカー部門(Public Jury Award-Filmmakers' Section)
監督：ヤーニ・ウォーノック(Yianni Warnock)｜オーストラリア